# Francisco Sérgio Garcia
Francisco Sérgio Garcia, également connu sous le nom de Fransérgio, né le 8 mai 1948, est un ancien joueur brésilien de basket-ball. Il évolue durant sa carrière au poste de meneur.

## Palmarès
- Vainqueur des Jeux panaméricains de 1971